# İdil Üner
İdil Üner (* 1. August 1971 in Berlin) ist eine deutsch-türkische Schauspielerin und Regisseurin.

## Leben
Üner besuchte von 1992 bis 1996 die Schauspielschule der Hochschule der Künste in Berlin. Ihr Fernseh- und Kinodebüt gab sie 1994 im Tatort und in Rudolf Thomes Kinofilm Das Geheimnis. Vor allem durch ihre Arbeiten mit deutsch-türkischen Regisseuren wie Fatih Akın und Thomas Arslan brachte sie es zu Bekanntheit, insbesondere durch ihre Hauptrollen in Dealer (1999) und Im Juli (2000).
Als Regisseurin drehte Üner 2001 den Kurzfilm Die Liebenden vom Hotel von Osman. Der 15-minütige Streifen, zu dem sie auch das Buch schrieb, erhielt den Deutschen Kurzfilmpreis und wurde mit dem Spezialpreis der Jury beim spanischen Huesca Film Festival ausgezeichnet. Nominiert war der Film auch als „bester Kurzfilm“ beim Max Ophüls Festival.
Die Schauspielerin inszenierte außerdem am türkischen Theater Tiyatrom sowie am Ballhaus Naunynstraße in Berlin. Als Sängerin ist sie in mehreren Filmen zu hören, umfangreich zum Beispiel 2004 in Gegen die Wand und Die bösen alten Lieder.
Von 2008 bis 2017 und 2021 spielte sie in der ARD-Kriminalfilmreihe Mordkommission Istanbul (nach den Özakin-Romanen der ZDF-Moderatorin Hülya Özkan) die Rolle der Sevim Özakin, Ehefrau des Istanbuler Kommissars Mehmet Özakin (gespielt von Erol Sander).
2014 hat sie zwölf Folgen für die ZDF-Serie Sibel & Max abgedreht, die 2015 und 2016 ausgestrahlt wurde.
Üner ist mit dem Schauspieler Laurens Walter verheiratet, mit dem sie zwei Töchter hat.

## Filmografie (Auswahl)
- 1994: Tatort: Die Sache Baryschna
- 1995: Das Geheimnis – Regie: Rudolf Thome
- 1996: Polizeiruf 110: Kurzer Traum – Regie: Bernd Böhlich
- 1998: Kurz und schmerzlos – Regie: Fatih Akın
- 1999: Dealer – Regie: Thomas Arslan
- 2000: Spuren im Eis – Eine Frau sucht die Wahrheit – Regie: Walter Weber
- 2000: Im Juli – Regie: Fatih Akın
- 2000: Zwei Mädels auf Mallorca: Die heißeste Nacht des Jahres – Regie: Dror Zahavi
- 2001: Bella Martha – Regie: Sandra Nettelbeck
- 2001: Die Liebenden vom Hotel von Osman (auch Regie, Buch und Produktion)
- 2001: Verliebte Jungs (Fernsehfilm) – Regie: Christoph Schrewe
- 2003: Schwer verknallt – Regie: Josh Broecker
- 2004: Urban Guerillas – Regie: Neco Çelik
- 2004: Anlat İstanbul – Regie: Ümit Ünal
- 2004: Saniyes Lust – Regie: Verena S. Freytag
- 2005: Zeit der Wünsche
- 2006: Verschleppt – Kein Weg zurück – Regie: Hansjörg Thurn
- 2006: Kommissarin Lucas – Skizze einer Toten
- 2008: Das Papst-Attentat – Regie: Rainer Matsutani
- 2008: Mordkommission Istanbul: Die Tote in der Zisterne – Regie: Michael Steinke
- 2008: KDD – Kriminaldauerdienst (Serie, 5 Folgen)
- 2009: Mordkommission Istanbul : Mord am Bosporus – Regie: Michael Kreindl
- 2009: Evet, ich will! – Regie: Sinan Akkuş
- 2009: Zweiohrküken – Regie: Til Schweiger
- 2010: Mordkommission Istanbul: In deiner Hand – Regie: Helmut Metzger
- 2010: Tatort: Vergessene Erinnerung
- 2012: Tatort: Tödliche Häppchen
- 2012: Mordkommission Istanbul: Blutsbande – Regie: Michael Kreindl
- 2012: Mordkommission Istanbul: Transit – Regie: Michael Kreindl
- 2012: Lena Fauch und die Tochter des Amokläufers
- 2013: Der große Schwindel
- 2013: Mordkommission Istanbul: Stummer Zeuge – Regie: Michael Kreindl
- 2013: Mordkommission Istanbul: Rettet Tarlabasi – Regie: Michael Kreindl
- 2014: Einmal Hans mit scharfer Soße – Regie: Buket Alakuş
- 2014: Mordkommission Istanbul: Die zweite Spur – Regie: Thorsten Schmidt
- 2014: Mordkommission Istanbul: Das Ende des Alp Atakan – Regie: Thorsten Schmidt
- 2015: Die Neue
- 2015–2016: Sibel & Max (Serie, 24 Folgen)
- 2017: Eine Braut kommt selten allein – Regie: Buket Alakuş
- 2017: Rewind – Die zweite Chance – Regie: Johannes F. Sievert
- 2018: Großstadtrevier – Das Lied von Helden – Regie: Bettina Bouju
- 2018: Lifelines (Serie, 5 Folgen)
- 2019: Der Staatsanwalt – Sauberer Tod
- 2019: Morden im Norden – Heile Familie
- 2019: Nur eine Frau – Regie: Sherry Hormann
- 2020: Um Himmels Willen – Letzte Chance
- 2020: Marie Brand – Marie Brand und die Liebe zu viert
- 2020: Dunkelstadt – Traumfänger
- seit 2021: Nachtschicht (Filmreihe)
  - 2021: Nachtschicht – Blut und Eisen
  - 2022: Die Ruhe vor dem Sturm
- 2021: Plötzlich so still (Fernsehfilm)
- 2021: Das Versprechen
- 2021: Mordkommission Istanbul: Entscheidung in Athen
- 2021: Der Zürich-Krimi: Borchert und der verlorene Sohn
- 2021: Schneller als die Angst (TV-Thriller-Serie, ARD) – Regie: Florian Baxmeyer
- 2022, 2025: SOKO Leipzig (Fernsehserie, fünf Folgen)
- seit 2023: Dr. Nice (Fernsehreihe)
- 2024: Nord Nord Mord (Fernsehreihe) – Sievers und die fünf Fragezeichen
- 2024: Yvonne und der Tod